# 許されざる者 (2003年の映画)
『許されざる者』（ゆるされざるもの）は、2003年公開の日本映画。三池崇史監督、加藤雅也、藤竜也主演による。公開当時、豪華な出演陣でも話題となった。恩人を異父兄に殺された男が、忠義を貫き自分の命を顧みず復讐の鬼と化す物語である。R-15指定。DVDでは「許されざる者 第一章 獅子の血戦」「許されざる者 第二章 獅子たちの鎮魂歌」の2本に分けて発売された。

## ストーリー
連城一家直若総長付・守部梓は、かつて飢えて彷徨っていた子供の自分を拾い育ててくれた親分・彦九郎を実の親以上に慕い、心から忠誠を誓っていた。出席したとある結婚披露宴の式場で、ためらいなく彦九郎を殺した芹田軍司は、双元会に金で雇われたヒットマンであり、暗い過去ゆえに生き別れとなっていた梓の異父兄であった。目の前でなすすべもなく、命の恩人である彦九郎を守れなかった自分を責め、梓は復讐を決意する。かつての舎弟である水谷真一を巻き込み、着実に復讐を遂行するに従い、やがて背後に蠢く巨悪の存在が少しずつ明らかとなっていく。

## キャスト
- 守部梓 : 加藤雅也
- 芹田軍司 : 藤竜也
- 水谷真一 : 北村一輝
- 連城彦九郎 : 津川雅彦
- 坂崎康昌 : 石橋蓮司
- 白石幸長 : 根津甚八
- 渡徹郎 : 美木良介
- 北畠高時 : 神山繁
- 東条正利 : 勝野洋
- 佐田照久 : 野村将希
- 朝倉時貞 : 平田満
- 新見 : 遠藤憲一
- 友田 : 小沢和義
- 溝田 : 山口祥行
- 中元 : 本宮泰風
- 守部洋子 : 相田翔子
- 梓の母 : 有森也実
- 辻堂成玄 : 近藤正臣
- 大原由達 : 長門裕之
- 酒井史郎 : 松方弘樹

## スタッフ
- 監督 : 三池崇史
- 製作 : 夏山易子
- エグゼクティブ・プロデューサー : 夏山静香
- 企画 : 武知鎮典、瀬戸恒雄、松島富士雄
- 企画協力 : 夏山昌一郎、前田茂司
- 脚本 : 武知鎮典
- 撮影 : 田中一成
- 美術 : 尾崎龍生
- 音楽 : 遠藤浩二
- ラインプロデューサー : 南雅史
- 照明 : 吉角荘介
- 録音 : 遠藤浩二
- プロデューサー : 甲斐路直、田所幸三、夏山牧子
- 製作・配給 : シネマパラダイス
- 制作 : ジェネックス
- 制作協力 : 楽映舎
- 配給協力 : イメージフォーラム
- 宣伝 : オムロ